# Itajaí
Itajaí, amtlich portugiesisch Município de Itajaí, ist eine Großstadt im brasilianischen Bundesstaat Santa Catarina an der Südatlantikküste an der Mündung des Itajaí.

## Geschichte
Die Stadt wurde am 15. Juni 1860 gegründet. Ein Großteil der Bevölkerung waren zu jener Zeit deutsche und portugiesische Auswanderer. 1841 bis 1842 war eine belgische Koloniegründung gescheitert.

## Wirtschaft und Hafen
Der Porto de Itajaí (Hafen von Itajaí) ist der größte Hafen des Bundesstaates Santa Catarina und der zweitgrößte Brasiliens. Der nächste Flughafen ist der Flughafen Navegantes bei Navegantes auf der gegenüberliegenden Seite des Rio Itajaí-Açu.

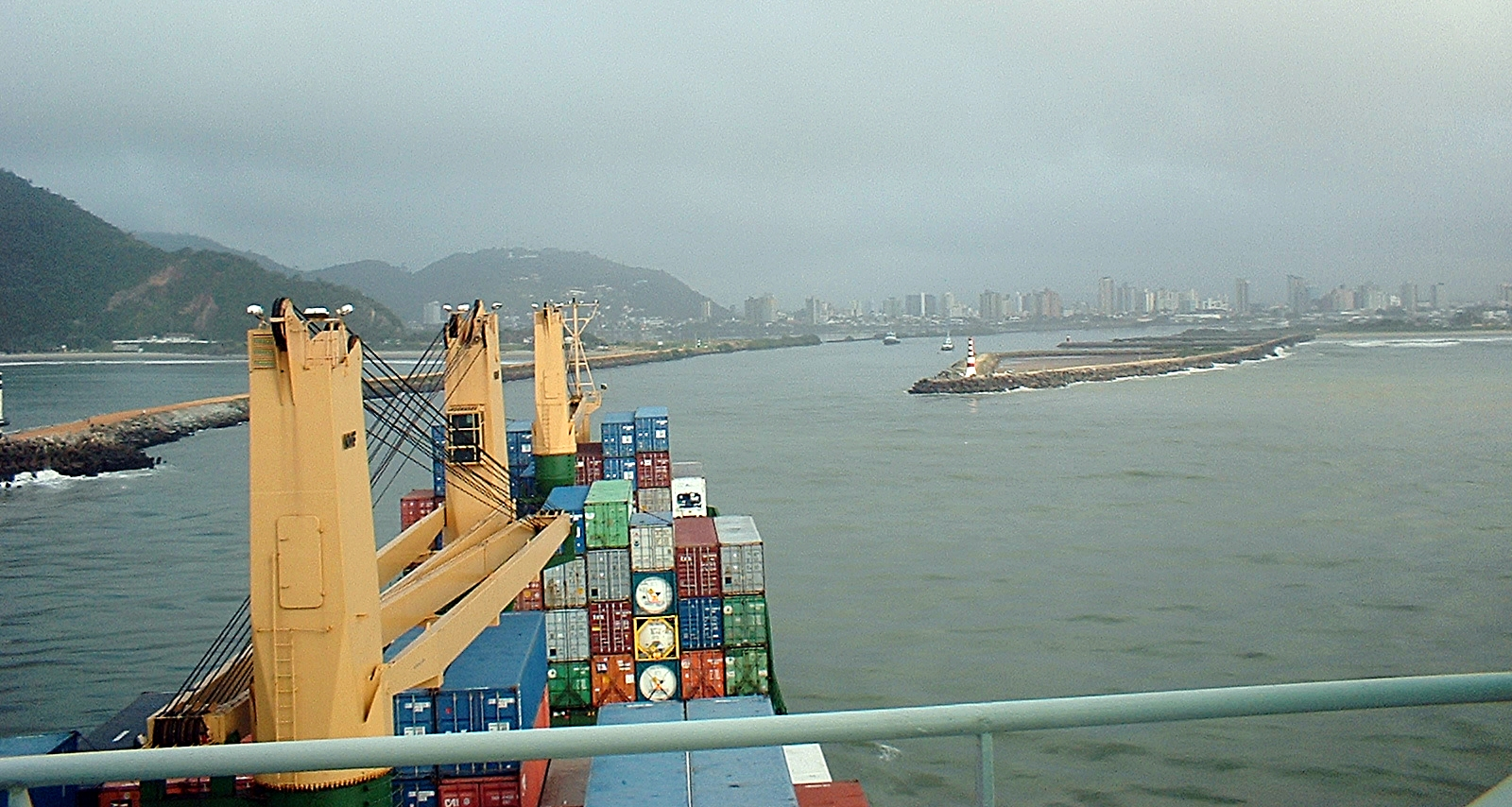
Hafeneinfahrt und Flussmündung von Itajaí

Itajaí verfügt über einen Seehafen, der von einer privaten Gesellschaft betrieben wird. Von hier aus werden Güter aus dem Bundesstaat Santa Catarina in alle Welt verschifft. Es handelt sich in erster Linie um Hühnchenfleisch in Kühlcontainern, mechanische und elektronische Produkte, Fleisch und Fleischwaren. Im Jahr 2013 wurden 9,5 Mio. Tonnen, sowie 799.300 TEUs Containereinheiten TEU umgeschlagen. Bei den Importen sind an erster Stelle mechanische und elektronische Produkte zu nennen, gefolgt von Textil- und Chemieprodukten. Der Containerterminal von TECONVI gilt als einer der größten Terminals des Bundesstaates. Im Dezember 2008 wurden die Hafenanlagen von Itajaí durch schwere Regenfälle stark beschädigt. Auch aus diesem Grunde ging im Jahr 2008 der Ladungsumschlag im Vergleich zum Vorjahr zurück. 
Seit dem Jahr 2007 gibt es auf der gegenüberliegenden Seite des Flusses in Navegantes ebenfalls einen Containerterminal PORTONAVE der nun in direktem Wettbewerb mit TECONVI steht. Dieser Terminal ist für einen Umschlag von mehr als 1 Mio. Containereinheiten TEU ausgelegt.

## Partnerschaften
Die Stadt unterhält partnerschaftliche Beziehungen mit der japanischen Stadt Sodegaura und Xixiang in China.

## Söhne und Töchter der Gemeinde
- Lauro Müller (1863–1926), Diplomat und Politiker
- Marcos Konder (1882–1962), Gouverneur des Bundeslandes Santa Catarina
- Victor Konder (1887–1941), deutschstämmiger brasilianischer Politiker
- José Eugênio Müller (1889–1973), Kommunalpolitiker
- Antônio Carlos Konder Reis (1924–2018), Senator, Politiker
- Luiz Felipe de Alencastro (* 1946), Historiker und Politikwissenschaftler
- Álvaro Castro (* 1950), Schriftsteller
- Eduardo Canziani, Bürgermeister